# Richardton
Richardton – miasto w Stanach Zjednoczonych, w stanie Dakota Północna, w hrabstwie Stark.